# Sicyodes paucaria
Sicyodes paucaria är en fjärilsart som beskrevs av Achille Guenée 1858. Sicyodes paucaria ingår i släktet Sicyodes och familjen mätare. Inga underarter finns listade i Catalogue of Life.